# Rake (program)
Rake – program komputerowy służący do automatyzacji wykonywania zadań. Zadania (ang. tasks lub rake tasks) są pisane w języku Ruby. Jest odpowiednikiem programów make czy SCons z wieloma istotnymi różnicami. Pliki "Rakefile" są odpowiednikiem plików "Makefile" w make. Twórcą Rake jest Jim Weirich. Rake jest oprogramowaniem open source, dystrybuowanym na licencji MIT.
Rake używany jest w dużym stopniu m.in. w Ruby on Rails do wykonywania szeregu zadań, takich jak migracje baz danych, zbudowanie assetów, czyszczenie logów czy katalogów tymczasowych. Od wersji 5 jednak zalecane jest korzystanie z wbudowanej komendy rails (a więc zamiast rake db:migrate, rails db:migrate).
Rake jest również powszechnie używany do uruchamiania testów.

## Przykład własnego zadania
Stworzenie prostego zadania w Rake polega na stworzeniu w katalogu, z którego będziemy je uruchamiać, pliku Rakefile. Następnie w tym pliku należy użyć rake'owego DSL, na przykład w ten sposób:
```
namespace :hello do
  task :world do
    puts "Hello, world!"
  end
end
```

Stworzone w ten sposób zadanie uruchamia się poprzez wywołanie komendy rake hello:world w terminalu.